# To the Moon and Back
To the Moon and Back jest drugim singlem znajdującym się na płycie Savage Garden australijskiego duetu Savage Garden.

## Lista utworów
| #                                | Tytuł                                          | Czas trwania             |                          |
| Wersja australijska 1996         | Wersja australijska 1996                       | Wersja australijska 1996 | Wersja australijska 1996 |
| -------------------------------- | ---------------------------------------------- | ------------------------ | ------------------------ |
| 1.                               | To the Moon and Back (Radio Edit)              | 4:32                     |                          |
| 2.                               | Santa Monica                                   |                          |                          |
| 3.                               | Memories are Designed to Fade                  | 3:39                     |                          |
| 4.                               | To the Moon and Back (Album Version)           | 5:42                     |                          |
| Wersja amerykańska 8 lipca 1997  |                                                |                          |                          |
| 1.                               | To the Moon and Back - Long edit               | 4:32                     |                          |
| 2.                               | Memories Are Designed to Fade                  | 3:39                     |                          |
| Wersja amerykańska 15 lipca 1997 |                                                |                          |                          |
| 1.                               | To the Moon and Back - Radio edit              | 4:32                     |                          |
| 2.                               | To the Moon and Back - Hani's Num Radio Edit   | 3:57                     |                          |
| 3.                               | To the Moon and Back - Hani's Num Club Mix     | 9:18                     |                          |
| 4.                               | To the Moon and Back - Num Dub                 | 5:15                     |                          |
| 5.                               | To the Moon and Back - Escape into Hyper Space | 4:39                     |                          |
| Wersja angielska Single CD1 1997 |                                                |                          |                          |
| 1.                               | To the Moon and Back (Short Edit)              |                          |                          |
| 2.                               | To the Moon and Back (Album Version)           | 5:42                     |                          |
| 3.                               | To the Moon and Back (Hani's Num Club Mix)     | 9:18                     |                          |
| 4.                               | Memories Are Designed To Fade                  | 3:39                     |                          |
| Wersja angielska Single CD2 1997 |                                                |                          |                          |
| 1.                               | That's the Way It Is                           | 4:01                     |                          |
| 2.                               | That's the Way It Is" (Metro club remix)       | 5:28                     |                          |
| 3.                               | I Want You to Need Me" (Thunderpuss radio mix) | 4:32                     |                          |
| 4.                               | I Want You to Need Me" (Thunderpuss club mix)  | 8:10                     |                          |
| Wersja angielska Single CD1 1998 |                                                |                          |                          |
| 1.                               | To the Moon and Back (Radio Edit)              | 3:44                     |                          |
| 2.                               | To the Moon and Back (Almighty Radio Edit)     |                          |                          |
| 3.                               | Truly Madly Deeply (Karaoke Version)           |                          |                          |
| Wersja angielska Single CD2 1998 |                                                |                          |                          |
| 1.                               | To the Moon and Back (Radio Edit)              | 3:44                     |                          |
| 2.                               | To the Moon and Back (Almighty Fired Up Mix)   | 6:16                     |                          |
| 3.                               | To the Moon and Back (Almighty Definitive Mix) | 6:09                     |                          |